# Operazione Kozara
L'operazione Kozara fu un intervento militare da parte dell'Asse nel 1942 intorno al e sul massiccio del Kozara, nella Bosnia del nord-ovest. Si trattò di un'importante battaglia combattuta dal movimento di resistenza antinazista dei partigiani jugoslavi durante la seconda guerra mondiale. Successivamente essa divenne parte integrante dei miti postbellici della Jugoslavia, che celebrava il coraggio ed il martirio di numerosissimi civili e partigiani, contro forze preponderanti. Alcune fonti identificano erroneamente l'Operazione Kozara come parte dell'Operazione Trio.

## Svolgimento
Nella primavera del 1942 i partigiani jugoslavi occuparono, nella zona centrale e occidentale della Bosnia, Bosanski Petrovac, Drvar, Glamoč e Prijedor.
Il 20 maggio venne fondata la 1ª Brigata di Assalto Krajina ed il giorno successivo ottenne carri armati ed una modesta forza aerea. Il territorio occupato si estendeva dal fiume Sava verso sud, attraverso i monti Kozara e Grmeč.
Durante l'inverno i partigiani avevano inflitto considerevoli perdite ai tedeschi. Ma essi subirono una grave perdita con la morte di un loro capace e distinto comandante, Mladen Stojanović, noto con il nome di "Comandante Mladen", che nel marzo 1942 fu ucciso dai Cetnici di Rade Radić.
I comandanti tedeschi e ustascia si resero conto che la città di Banja Luka e le miniere di ferro di Ljubija erano in pericolo ed organizzarono un'offensiva per distruggere il movimento.
I tedeschi impiegarono 15 000 soldati, lo Stato Indipendente di Croazia (ustascia) circa 22 000 soldati, i cetnici 2 000 soldati e gli ungheresi cinque imbarcazioni da ricognizione.
Il gruppo di partigiani disponeva di circa 3 000 soldati, ma reclutò riserve tra i 60 000 civili del territorio occupato.
Dopo un'intensa battaglia nella notte del 3 luglio, alcune unità partigiane ruppero l'assedio, ma il nucleo principale rimase sotto assedio la notte successiva e fu massicciamente distrutto.
A Široka Luka circa 500 partigiani feriti vennero uccisi. Si stima che durante la battaglia i partigiani uccisi in combattimento siano stati 1 700, contro i 7 000 perduti dalle forze dell'Asse.
Durante e dopo il combattimento alcune migliaia di civili serbi di Kozara furono inviati nel Campo di concentramento ustascia di Jasenovac.
Circa 900 soldati partigiani sopravvissero e fondarono la 5ª Brigata Krajina.
Nello stesso periodo il principale gruppo partigiano con Josip Broz Tito si sposto' dalla Bosnia Orientale verso quella Occidentale. Dopo il ritiro delle forze dell'Asse, alcune parti della zona perduta furono riconquistate nel settembre del 1942.
Approssimativamente 25 000 Serbi vennero uccisi, in gran parte nei campi di concentramento.